# Setellia punctigera
Setellia punctigera är en tvåvingeart som beskrevs av Günther Enderlein 1913. Setellia punctigera ingår i släktet Setellia och familjen Richardiidae. Inga underarter finns listade i Catalogue of Life.